# Ядровая гниль
Ядровая гниль — грибное поражение древесины, образующееся в процессе роста дерева, являющееся следствием поражения его ядра дереворазрушающими грибами. Ядровая гниль существенно снижает механические свойства древесины и при сильном поражении делает древесину полностью непригодной для делового применения. Обнаружить ядровую гниль можно при заготовке леса на торце в виде пятен различной формы, а при сильном, сплошном заражении даже с выходом на заболонь. На продольном разрезе ядровая гниль проявляется в виде овальных вытянутых пятен и ярко выраженных продольных полос.
Проявляется гниль в виде ненормального окраса древесины ядра, а по величине цветового пятна определяется глубина распространения гнили. Изменение цвета происходит на второй стадии грибного заболевания. По характеру разрушения древесины и цвету ядровую гниль определяют как пёструю ситовую, белую волокнистую или бурую трещиноватую.
Ядровая гниль поражает как настоящее или ложное ядро, так и спелую древесину.